# 동경 23도
동경 23도(東經23度)는 본초 자오선에서 동쪽으로 23도 떨어진 경선이다. 북극점에서 시작하여 북극해, 유럽, 아프리카, 인도양, 남극해, 남극을 거쳐 남극점에 이른다.
동경 23도는 서경 157도와 이어져 지구의 둘레를 이룬다.

북극점에서 남극점까지 동경 23도선은 다음 지역을 지나간다.
| 좌표                                                  | 나라, 지역, 해역    | 주석                                                                   |
| ----------------------------------------------------- | ------------------- | ---------------------------------------------------------------------- |
| 북위 90° 0′ 동경 23° 0′  / 북위 90.000° 동경 23.000°  | 북극해              |                                                                        |
| 북위 80° 27′ 동경 23° 0′  / 북위 80.450° 동경 23.000° | 노르웨이            | 스발바르 제도의 노르데우스틀란데섬                                     |
| 북위 79° 16′ 동경 23° 0′  / 북위 79.267° 동경 23.000° | 바렌츠해            |                                                                        |
| 북위 78° 13′ 동경 23° 0′  / 북위 78.217° 동경 23.000° | 노르웨이            | 스발바르 제도의 에드게외위아섬                                         |
| 북위 77° 18′ 동경 23° 0′  / 북위 77.300° 동경 23.000° | 바렌츠해            |                                                                        |
| 북위 72° 25′ 동경 23° 0′  / 북위 72.417° 동경 23.000° | 북극해              | 노르웨이해                                                             |
| 북위 70° 51′ 동경 23° 0′  / 북위 70.850° 동경 23.000° | 노르웨이            | 쇠뢰위아섬, 세일란섬, 스톄르뇌위아섬과 본토                            |
| 북위 68° 42′ 동경 23° 0′  / 북위 68.700° 동경 23.000° | 핀란드              |                                                                        |
| 북위 68° 19′ 동경 23° 0′  / 북위 68.317° 동경 23.000° | 스웨덴              |                                                                        |
| 북위 65° 45′ 동경 23° 0′  / 북위 65.750° 동경 23.000° | 발트해              | 보트니아만                                                             |
| 북위 63° 49′ 동경 23° 0′  / 북위 63.817° 동경 23.000° | 핀란드              |                                                                        |
| 북위 59° 50′ 동경 23° 0′  / 북위 59.833° 동경 23.000° | 발트해              |                                                                        |
| 북위 58° 55′ 동경 23° 0′  / 북위 58.917° 동경 23.000° | 에스토니아          | 히우마섬                                                               |
| 북위 58° 50′ 동경 23° 0′  / 북위 58.833° 동경 23.000° | 발트해              | 카사레만                                                               |
| 북위 58° 36′ 동경 23° 0′  / 북위 58.600° 동경 23.000° | 에스토니아          | 사레마섬                                                               |
| 북위 58° 21′ 동경 23° 0′  / 북위 58.350° 동경 23.000° | 발트해              | 리가만 - 에스토니아 루흐누섬의 서부 해역을 지나감                      |
| 북위 57° 24′ 동경 23° 0′  / 북위 57.400° 동경 23.000° | 라트비아            |                                                                        |
| 북위 56° 24′ 동경 23° 0′  / 북위 56.400° 동경 23.000° | 리투아니아          |                                                                        |
| 북위 54° 22′ 동경 23° 0′  / 북위 54.367° 동경 23.000° | 폴란드              |                                                                        |
| 북위 49° 51′ 동경 23° 0′  / 북위 49.850° 동경 23.000° | 우크라이나          |                                                                        |
| 북위 48° 0′ 동경 23° 0′  / 북위 48.000° 동경 23.000°  | 루마니아            |                                                                        |
| 북위 44° 6′ 동경 23° 0′  / 북위 44.100° 동경 23.000°  | 불가리아            | 9km 정도                                                               |
| 북위 44° 1′ 동경 23° 0′  / 북위 44.017° 동경 23.000°  | 루마니아            |                                                                        |
| 북위 43° 49′ 동경 23° 0′  / 북위 43.817° 동경 23.000° | 불가리아            |                                                                        |
| 북위 43° 12′ 동경 23° 0′  / 북위 43.200° 동경 23.000° | 세르비아            | 7km 정도 - 세르비아의 극동점                                           |
| 북위 43° 9′ 동경 23° 0′  / 북위 43.150° 동경 23.000°  | 불가리아            |                                                                        |
| 북위 41° 47′ 동경 23° 0′  / 북위 41.783° 동경 23.000° | 북마케도니아        | 10km 정도 - 마케도니아의 극동점                                        |
| 북위 41° 41′ 동경 23° 0′  / 북위 41.683° 동경 23.000° | 불가리아            |                                                                        |
| 북위 41° 20′ 동경 23° 0′  / 북위 41.333° 동경 23.000° | 그리스              |                                                                        |
| 북위 40° 22′ 동경 23° 0′  / 북위 40.367° 동경 23.000° | 지중해              | 에게해                                                                 |
| 북위 39° 33′ 동경 23° 0′  / 북위 39.550° 동경 23.000° | 그리스              |                                                                        |
| 북위 39° 21′ 동경 23° 0′  / 북위 39.350° 동경 23.000° | 지중해              | 에게해 파가시티코스만                                                  |
| 북위 39° 1′ 동경 23° 0′  / 북위 39.017° 동경 23.000°  | 그리스              | 본토와 에우보에아섬                                                    |
| 북위 38° 53′ 동경 23° 0′  / 북위 38.883° 동경 23.000° | 지중해              | 에게해 에우리푸스 해협                                                 |
| 북위 38° 45′ 동경 23° 0′  / 북위 38.750° 동경 23.000° | 그리스              |                                                                        |
| 북위 38° 13′ 동경 23° 0′  / 북위 38.217° 동경 23.000° | 알키오니데스만      |                                                                        |
| 북위 38° 4′ 동경 23° 0′  / 북위 38.067° 동경 23.000°  | 그리스              | 펠로폰네소스                                                           |
| 북위 37° 29′ 동경 23° 0′  / 북위 37.483° 동경 23.000° | 지중해              | 에게해 아르골리스만                                                    |
| 북위 37° 2′ 동경 23° 0′  / 북위 37.033° 동경 23.000°  | 그리스              | 펠로폰네소스                                                           |
| 북위 36° 31′ 동경 23° 0′  / 북위 36.517° 동경 23.000° | 지중해              |                                                                        |
| 북위 36° 19′ 동경 23° 0′  / 북위 36.317° 동경 23.000° | 그리스              | 키시라섬                                                               |
| 북위 36° 9′ 동경 23° 0′  / 북위 36.150° 동경 23.000°  | 지중해              |                                                                        |
| 북위 32° 39′ 동경 23° 0′  / 북위 32.650° 동경 23.000° | 리비아              |                                                                        |
| 북위 20° 1′ 동경 23° 0′  / 북위 20.017° 동경 23.000°  | 차드                |                                                                        |
| 북위 15° 35′ 동경 23° 0′  / 북위 15.583° 동경 23.000° | 수단                |                                                                        |
| 북위 10° 43′ 동경 23° 0′  / 북위 10.717° 동경 23.000° | 중앙아프리카 공화국 |                                                                        |
| 북위 4° 47′ 동경 23° 0′  / 북위 4.783° 동경 23.000°   | 콩고 민주 공화국    |                                                                        |
| 남위 11° 6′ 동경 23° 0′  / 남위 11.100° 동경 23.000°  | 앙골라              |                                                                        |
| 남위 13° 0′ 동경 23° 0′  / 남위 13.000° 동경 23.000°  | 잠비아              |                                                                        |
| 남위 17° 17′ 동경 23° 0′  / 남위 17.283° 동경 23.000° | 앙골라              |                                                                        |
| 남위 17° 43′ 동경 23° 0′  / 남위 17.717° 동경 23.000° | 나미비아            | 카프리비                                                               |
| 남위 18° 1′ 동경 23° 0′  / 남위 18.017° 동경 23.000°  | 보츠와나            |                                                                        |
| 남위 25° 20′ 동경 23° 0′  / 남위 25.333° 동경 23.000° | 남아프리카 공화국   | 노스웨스트주 노던케이프주 웨스턴케이프주 이스턴케이프주 웨스턴케이프주 |
| 남위 34° 4′ 동경 23° 0′  / 남위 34.067° 동경 23.000°  | 인도양              |                                                                        |
| 남위 60° 0′ 동경 23° 0′  / 남위 60.000° 동경 23.000°  | 남극해              |                                                                        |
| 남위 70° 6′ 동경 23° 0′  / 남위 70.100° 동경 23.000°  | 남극                | 퀸모드랜드, 노르웨이가 영유권을 주장한다.                              |

## 같이 보기
- 동경 22도
- 동경 24도